# 1780 Kippes
Az 1780 Kippes (ideiglenes jelöléssel A906 RA) a Naprendszer kisbolygóövében található aszteroida. August Kopff fedezte fel 1906. szeptember 12-én, Heidelbergben.